# Gruda (powiat ostródzki)
Gruda (niem. Annenhorst) – osada w Polsce, położona w województwie warmińsko-mazurskim, w powiecie ostródzkim, w gminie Ostróda.
W latach 1975–1998 osada administracyjnie należała do województwa olsztyńskiego.